# Sven Hjertsson
Sven Hjertsson (ur. 7 marca 1924 w Malmö, zm. 12 listopada 1999 tamże) – szwedzki piłkarz grający na pozycji pomocnika. W swojej karierze rozegrał 13 meczów w reprezentacji Szwecji.

## Kariera klubowa
Swoją karierę piłkarską Hjertsson spędził w klubie Malmö FF. Zadebiutował w nim w 1942 roku i grał w nim do 1954 roku. Wraz z Malmö FF wywalczył pięć tytułów mistrza Szwecji w sezonach 1943/1944, 1948/1949, 1949/1950, 1950/1951 i 1952/1953. Zdobył z nim też pięć Pucharów Szwecji w latach 1944, 1946, 1947, 1951 i 1953.

## Kariera reprezentacyjna
W reprezentacji Szwecji Hjertsson zadebiutował 12 października 1949 roku w wygranym 8:1 meczu Mistrzostw Nordyckich 1948/1951 z Finlandią, rozegranym w Malmö. W debiucie zdobył dwa gole. W 1954 roku zdobył z kadrą Szwecji brązowy medal na igrzyskach olimpijskich w Helsinkach. Od 1949 do 1954 roku rozegrał w kadrze narodowej 13 spotkań.